# Silver League FIF 2010
La Silver League FIF 2010 è la 2ª edizione del campionato di football americano di secondo livello organizzato dalla Federazione Italiana Football. Il torneo è iniziato il 13 marzo 2010 ed è terminato con la disputa del XVII Silver Bowl.

## Stagione regolare

### Calendario

#### 1ª giornata
| Rivarolo Canavese 7 marzo 2010 | Raptors Canavese | 6 – 40 (0-12 6-8 0-14 0-6) | American Felix Molinella |  |

| Castelfranco Veneto 14 marzo 2010 | Cavaliers Castelfranco Veneto | 43 – 0 (8-0 14-0 14-0 7-0) | Hammers Lario |  |
| M. Cecchin Q1 ( TD ) 70yd run Dorella Q1 ( tpc ) rush A. Cecchin Q2 ( TD ) 10yd run Dorella Q2 ( pat ) Squizzato Q2 ( TD ) 10yd run Dorella Q2 ( pat ) A. Cecchin Q3 ( TD ) 18yd run Dorella Q3 ( pat ) M. Cecchin Q3 ( TD ) 98yd run Dorella Q3 ( pat ) Lago Q4 ( TD ) 15yd interception return Dorella Q4 ( pat ) Marcatori |                               |                            |               |  |
| |                               |                            |               |  |
| M. Cecchin Q1 (TD) 70yd run Dorella Q1 (tpc) rush A. Cecchin Q2 (TD) 10yd run Dorella Q2 (pat) Squizzato Q2 (TD) 10yd run Dorella Q2 (pat) A. Cecchin Q3 (TD) 18yd run Dorella Q3 (pat) M. Cecchin Q3 (TD) 98yd run Dorella Q3 (pat) Lago Q4 (TD) 15yd interception return Dorella Q4 (pat)                                   | Marcatori                     |                            |               |  |

#### 2ª giornata
| 2010 | American Felix Molinella | 20 – 22 | Cavaliers Castelfranco Veneto |  |

| 2010 | Hammers Lario | 6 – 53 | Bad Bees Avigliana |  |

#### 3ª giornata
| 2010 | Bad Bees Avigliana | 36 – 12 | Raptors Canavese |  |

| 2010 | Hammers Lario | 6 – 42 | American Felix Molinella |  |

#### 4ª giornata
| 2010 | American Felix Molinella | 29 – 12 | Raptors Canavese |  |

| 2010 | Hammers Lario | 0 – 53 | Cavaliers Castelfranco Veneto |  |

#### 5ª giornata
| 2010 | Bad Bees Avigliana | 44 – 6 | Hammers Lario |  |

| 2010 | Cavaliers Castelfranco Veneto | 18 – 35 | American Felix Molinella |  |

#### 6ª giornata
| 2010 | American Felix Molinella | 45 – 8 | Hammers Lario |  |

| 2010 | Raptors Canavese | 24 – 31 | Bad Bees Avigliana |  |

### Classifiche
- PCT = percentuale di vittorie, G = partite giocate, V = partite vinte, P = partite perse, PF = punti fatti, PS = punti subiti
- La qualificazione ai play-off è indicata in verde

#### Girone Nord
| Pos. | Squadra            | PCT  | G | V | P | PF  | PS  |
| ---- | ------------------ | ---- | - | - | - | --- | --- |
| 1    | Bad Bees Avigliana | 1000 | 4 | 4 | 0 | 174 | 48  |
| 2    | Raptors Canavese   | 0    | 4 | 0 | 4 | 54  | 136 |

#### Girone Sud
| Pos. | Squadra                       | PCT | G | V | P | PF  | PS  |
| ---- | ----------------------------- | --- | - | - | - | --- | --- |
| 1    | American Felix Molinella      | 833 | 6 | 5 | 1 | 211 | 72  |
| 2    | Cavaliers Castelfranco Veneto | 750 | 4 | 3 | 1 | 136 | 55  |
| 3    | Hammers Lario                 | 0   | 6 | 0 | 6 | 26  | 280 |

## Playoff
I playoff si sono tenuti il 15-16 maggio con le semifinali e si sono conclusi il 29 maggio con la disputa del Silverbowl.

### Tabellone
|  | Semifinali | Semifinali                    | Semifinali |                          |    | Silverbowl                    | Silverbowl | Silverbowl |  |
|  |            |                               |            |                          |    |                               |            |            |  |
|  | 1N         | Bad Bees Avigliana            | 24         |                          |    |                               |            |            |  |
|  | 1N         | Bad Bees Avigliana            | 24         |                          |    |                               |            |            |  |
|  | 2S         | Cavaliers Castelfranco Veneto | 44         |                          |    |                               |            |            |  |
|  | 2S         | Cavaliers Castelfranco Veneto | 44         |                          | 2S | Cavaliers Castelfranco Veneto | 26         |            |  |
|  |            |                               |            |                          | 2S | Cavaliers Castelfranco Veneto | 26         |            |  |
|  |            |                               | 1S         | American Felix Molinella | 10 |                               |            |            |  |
|  | 1S         | American Felix Molinella      | 1S         | American Felix Molinella | 10 | 30                            |            |            |  |
|  | 1S         | American Felix Molinella      |            |                          |    |                               |            |            |  |
|  | 2N         | Raptors Canavese              | 16         |                          |    |                               |            |            |  |

### Semifinali
| 2010 | Bad Bees Avigliana | 24 – 44 | Cavaliers Castelfranco Veneto |  |

| 22 maggio 2010 | American Felix Molinella | 30 – 16 | Raptors Canavese |  |

### XVII Silverbowl
| Pontremoli 29 maggio 2010 | American Felix Molinella | 10 – 26 (2-6 8-7 0-0 0-13) | Cavaliers Castelfranco Veneto |  |

## XVII Silverbowl
La partita finale, chiamata XVII SilverBowl è stata disputata il 29 maggio 2010 a Pontremoli.

## Verdetti
- Cavaliers Castelfranco Veneto campioni di Silver League FIF 2010.